# Monkey's Audio
Monkey's Audio é um codec de compressão de áudio gratuito. É caracterizado por ser do tipo "lossless", isto é, não tem nenhuma perda em relação à fonte original do áudio. Sua taxa de compressão é de aproximadamente 50% em relação a um arquivo WAV. Seus arquivos tem extensão do tipo ".ape" e são muito populares na Internet para comprimir imagens de CD acompanhadas de arquivos CUE. Seu principal concorrente é o também gratuito e open-source FLAC. 

## Características
O formato Monkey's Audio possui a terceira melhor taxa de compressão entre os formatos de áudio lossless, perdendo apenas para os formatos Lossless Audio e OptimFROG. O formato Monkey's Audio é vantajoso em relação ao FLAC quando comparada a taxa de compressão, porém o formato FLAC possui suporte para multicanais de áudio, stream e Replay Gain, além de ser mais rápido na codificação e decodificação.
Possui 5 níveis de compressão, que são:
Fast (-c1000): Processo de codificação bem rápido, no que resulta em um arquivo maior (menos compactado).
Normal (-c2000): Processo de codificação normal. Resulta um arquivo menor que no modo Fast.
High (-c3000): Resulta em uma boa compressão, porém a velocidade de codificação é menor em relação aos modos Fast e Normal.
Extra High (-4000): Nível de compressão mais usado entre compartilhadores de arquivos APE. Realiza uma excelente compressão.
Insane (-c5000): Melhor nível de compressão, porém o arquivo demora até 3 segundos para abrir quando executado, tem uma velocidade de codificação e decodificação baixa e é incompatível com alguns players portáteis que reproduzem arquivos APE.